# واربرگیا
واربرگیا (نام علمی: Warburgia) نام یک سرده از تیره کانلاسی است.